# Acraea varia
Acraea varia är en fjärilsart som beskrevs av Le Doux 1923. Acraea varia ingår i släktet Acraea och familjen praktfjärilar. Inga underarter finns listade i Catalogue of Life.